# Turcja na Mistrzostwach Świata w Lekkoatletyce 2019
Turcja na Mistrzostwach Świata w Lekkoatletyce 2019 – reprezentacja Turcji podczas mistrzostw świata w Doha liczyła 20 zawodników.

## Skład reprezentacji

### Kobiety
| Zawodniczka       | Konkurencja                   | Eliminacje | Eliminacje | Półfinał | Półfinał | Finał    | Finał   |
| Zawodniczka       | Konkurencja                   | Rezultat   | Pozycja    | Rezultat | Pozycja  | Rezultat | Pozycja |
| ----------------- | ----------------------------- | ---------- | ---------- | -------- | -------- | -------- | ------- |
| Elvan Abeylegesse | maraton                       |            |            |          |          | DNF      | DNF     |
| Fadime Çelik      | maraton                       |            |            |          |          | DNF      | DNF     |
| Tuğba Güvenç      | bieg na 3000 m z przeszkodami | 9:48,08    | 32.        |          |          | NQ       | NQ      |
| Özlem Kaya        | bieg na 3000 m z przeszkodami | 10:13,79   | 42.        |          |          | NQ       | NQ      |
| Meryem Bekmez     | chód na 20 km                 |            |            |          |          | 1:39:36  | 24.     |
| Ayşe Tekdal       | chód na 20 km                 |            |            |          |          | DSQ      | DSQ     |

| Zawodniczka | Konkurencja    | Kwalifikacje | Kwalifikacje | Finał | Finał   |
| Zawodniczka | Konkurencja    | Wynik        | Pozycja      | Wynik | Pozycja |
| ----------- | -------------- | ------------ | ------------ | ----- | ------- |
| Emel Dereli | pchnięcie kulą | 17,71        | 16.          | NQ    | NQ      |
| Eda Tuğsuz  | rzut oszczepem | 58,28        | 20.          | NQ    | NQ      |

### Mężczyźni
| Zawodnik                                                                                | Konkurencja                | Eliminacje | Eliminacje | Półfinał | Półfinał | Finał    | Finał   |
| Zawodnik                                                                                | Konkurencja                | Rezultat   | Pozycja    | Rezultat | Pozycja  | Rezultat | Pozycja |
| --------------------------------------------------------------------------------------- | -------------------------- | ---------- | ---------- | -------- | -------- | -------- | ------- |
| Ramil Guliyev                                                                           | bieg na 200 m              | 20,27      | 12. Q      | 20,16    | 6. Q     | 20,07    | 5.      |
| Polat Kemboi Arıkan                                                                     | maraton                    |            |            |          |          | DNF      | DNF     |
| Mert Girmalegesse                                                                       | maraton                    |            |            |          |          | DNF      | DNF     |
| Yasmani Copello                                                                         | bieg na 400 m przez płotki | 49,75      | 21. q      | 48,39    | 3. Q     | 48,25    | 6.      |
| Salih Korkmaz                                                                           | chód na 20 km              |            |            |          |          | 1:27:35  | 5.      |
| Aykut Ay Emre Zafer Barnes Ramil Guliyev Jak Ali Harvey Yigitcan Henkimoglu Kayhan Özer | sztafeta 4 × 100 m         | DSQ        | DSQ        |          |          |          |         |

| Zawodnik      | Konkurencja | Kwalifikacje | Kwalifikacje | Finał | Finał   |
| Zawodnik      | Konkurencja | Wynik        | Pozycja      | Wynik | Pozycja |
| ------------- | ----------- | ------------ | ------------ | ----- | ------- |
| Necati Er     | trójskok    | 16,87        | 12. q        | 16,34 | 11.     |
| Özkan Baltacı | rzut młotem | 73,19        | 23.          | NQ    | NQ      |